# سنديان غامبيلي
سنديان غامبيلي (الاسم العلمي: Quercus gambelii)، نوع نبات من جنس السنديان وفصيلة الزانية. تنتشر في سفوح الجبال والجبال المنخفضة في غرب أمريكا الشمالية.
سُميت باسم عالم الطبيعة الأمريكي وليام غامبل (1823–1849).